# Фазаграфія
Фазаграфія – це метод обробки електрокардіограм (ЕКГ), розроблений Міжнародним науково-навчальним центром інформаційних технологій та систем НАН України та МОН України [1].
Головна особливість фазаграфії – перехід від скалярного ЕКГ-сигналу {\displaystyle \mathbf {z} (t)} в будь-якому з відведень до його відображення на фазовій площині з координатами {\displaystyle \{\mathbf {z} (t)}, {\displaystyle {\dot {\mathbf {z} }}(t)\}}, де {\displaystyle {\dot {\mathbf {z} }}(t)=d\mathbf {z} /dt} – швидкість зміни електричної активності серця. Це принципово відрізняє фазаграфію від інших аналогічних підходів, заснованих на відображенні сигналу на площині з координатами {\displaystyle \{\mathbf {z} (t),\ \mathbf {z} (t-\tau )\}}, де {\displaystyle \tau } – затримка у часі.
Фазаграфія дозволяє розширити систему діагностичних ознак ЕКГ, заснованих на оцінці швидкісних характеристик процесу, і тим самим підвищити чутливість і специфічність ЕКГ-діагностики.
Фазаграфія дозволяє навіть за одноканальною ЕКГ визначати  приховані початкові ознаки змін міокарда, які недооцінюються при традиційній ЕКГ-діагностиці.
Метод рекомендований МОЗ України для проведення скринінгових обстежень [2].